# العارضة (النادرة)

تعديل مصدري - تعديل

العارضة محلة تابعة لقرية النوبة، التابعة لعزلة المفتاح الاعلى بمديرية النادرة إحدى مديريات محافظة إب في الجمهورية اليمنية، بلغ تعداد سكانها 79 حسب تعداد اليمن لعام 2004.